# Hötorget (Stockholms tunnelbana)
Hötorget ist eine unterirdische Station der Stockholmer U-Bahn, die sich in unmittelbarer Nähe des gleichnamigen oberirdischen Platzes befindet. Sie befindet sich im Stadtteil Norrmalm. Die Station wird von der Gröna linjen des Stockholmer U-Bahn-Systems bedient. Die zentrale Lage in der Innenstadt macht die Station zu einer der meistfrequentierten Stationen des U-Bahn-Netzes. An einem normalen Werktag steigen 36.800 Pendler hier zu.
Die Station wurde am 26. Oktober 1952 unter dem Namen Kungsgatan in Betrieb genommen, als der U-Bahn-Abschnitt Hötorget–Vällingby eingeweiht wurde, dieser Name war aber als Orientierungspunkt nicht geeignet, weshalb die Station am 24. November 1957 ihren jetzigen Namen erhielt. Der Bahnhof wurde in offener Bauweise errichtet. Die Station liegt zwischen den Stationen T-Centralen und Rådmansgatan. Bis zum Stockholmer Hauptbahnhof ist es etwa ein Kilometer.

## Reisezeit
| Linie | bis Station     | Reisezeit | bis Station                    | Reisezeit         |
| T17   | Åkeshov         | 19 min    | T-Centralen Gamla stan Slussen | 2 min 3 min 5 min |
| T17   | Skarpnäck       | 21 min    | T-Centralen Gamla stan Slussen | 2 min 3 min 5 min |
| T18   | Alvik           | 12 min    | T-Centralen Gamla stan Slussen | 2 min 3 min 5 min |
| T18   | Farsta strand   | 26 min    | T-Centralen Gamla stan Slussen | 2 min 3 min 5 min |
| T19   | Hässelby strand | 31 min    | T-Centralen Gamla stan Slussen | 2 min 3 min 5 min |
| T19   | Hagsätra        | 25 min    | T-Centralen Gamla stan Slussen | 2 min 3 min 5 min |